# Bart Jacobs (wetenschapper)
Bart Jacobs (1963) is een Nederlands wetenschapper en hoogleraar Security, privacy en identity aan de Radboud Universiteit.

## Biografie
Jacobs studeerde wiskunde en filosofie in Nijmegen. In 1991 promoveerde hij in de theoretische informatica waarna hij onder andere in Cambridge, Utrecht en Amsterdam werkte. In 2002 werd hij benoemd tot hoogleraar op het gebied security en correctheid van software aan de Radboud Universiteit te Nijmegen.
Jacobs is bekend vanwege zijn onderzoek rondom de anonimiteit en de privacy van elektronisch stemmen en chipkaarten, hiermee komt hij ook regelmatig in het nieuws. Ook is Jacobs lid van meerdere commissies en adviesorganen, zowel van de overheid als van andere organisaties. Sinds 2011 is hij lid van de Cyber Security Raad van het Ministerie van Veiligheid en Justitie.
In 2014 ontwierp Jacobs, die ook in zijn persoonlijke leven zeer strikt op zijn privacy is, met zijn vakgroep het "I Reveal My Attributes"-pasje (IRMA), een techniek waarmee een persoon alleen die persoonlijke gegevens hoeft te delen die op dat moment relevant zijn ter controle.

## Erkenning
Op 27 april 2012 is hij onderscheiden met een benoeming tot Officier in de Orde van Oranje-Nassau. Later dat jaar ontving hij een prestigieuze Advanced Grant ter waarde van 2,5 miljoen euro van de Europese onderzoeksraad. In hetzelfde jaar won hij de Huibregtsenprijs voor zijn baanbrekend onderzoek naar digitale beveiliging.
Op 30 april 2020 werd hij verkozen tot lid van de Koninklijke Nederlandse Akademie van Wetenschappen (KNAW). In 2021 ontving Jacobs de Stevinpremie.